# 機那サフラン酒製造本舗

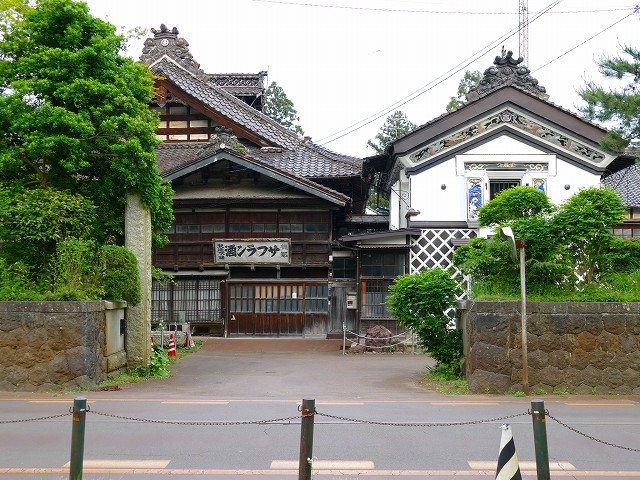
機那サフラン酒本舗の主屋と土蔵

機那サフラン酒製造本舗（きなサフランしゅせいぞうほんぽ）は、新潟県長岡市摂田屋にある、サフラン酒等の薬用酒の製造、販売で財を成した吉澤家の旧宅である。敷地内にある建物のうち、開口部のまぐさ石や塗り戸に鳳凰や十二支などのこて絵が施された土蔵は2006年11月29日、主屋や醸造蔵、石垣など10件は2021年2月4日に登録有形文化財の登録を受けた。
長岡市が観光の拠点として整備を行なっている。
機那サフラン酒は、吉澤家が創業した新潟銘醸が製造を引き継ぎ、販売を継続している。